# Maymoirara
× Maymoirara, (abreviado Mymra) en el comercio, es un híbrido intergenérico entre los géneros de orquídeas Cattleya × Epidendrum × Laeliopsis. Fue publicado en Orchid Rev. 92(1090, cppo): 8 (1984).